# Ahimsa
Ahimsa er sanskrit og betyder "Ikke-vold". Det udøves især af religionerne hinduisme, buddhisme og jainisme, hvor det er ment, at vold medfører dårlig karma. 
I den vestlige verden er en af de mest fremtrædende aktører bag brugen af filosofien ahimsa Mahatma Gandhi (Mohandas Karamchand Gandhi).